# چای‌کندی (خداآفرین)
چای‌کندی یکی از روستاهای استان آذربایجان شرقی است که در دهستان دیزمار شرقی بخش گرمادوز شهرستان خداآفرین واقع شده‌است.